# Odradokamjanka
Odradokamjanka (ukr. Одрадокам'янка) – wieś na Ukrainie, w obwodzie chersońskim, w rejonie berysławskim, w hromadzie Tiahynka. W 2001 liczyła 2285 mieszkańców, spośród których 2076 wskazało jako ojczysty język ukraiński, 202 rosyjski, 2 mołdawski, 3 romski, a 2 inny.